# Ștefan Tapalagă
Ștefan Tapalagă (* 4. April 1933 in Dorohoi; † 21. Mai 1994 in Bukarest) war ein rumänischer Schauspieler.

## Leben
Ștefan Tapalagă war der ältere Bruder der Schauspielerin Rodica Tapalagă. An der Nationaluniversität der Theater- und Filmkunst „Ion Luca Caragiale“ beendete er 1961 erfolgreich sein Schauspielstudium. Anschließend studierte er eine Zeit lang in Paris Pantomime, bevor er in Rumänien, hauptsächlich in Bukarest, am Theater spielte. Er konnte sich bald als komödiantischer Schauspieler etablieren und war neben dem Theater insbesondere auf Komödien wie Ich will nicht heiraten, Mihai, der Rotschopf und Ich habe eine Idee spezialisiert.
Privat war er vor allen Dingen dem Fechtsport zugetan. Außerdem war er mit seiner ehemaligen Schauspiellehrerin Sanda Manu verheiratet.

## Filmografie (Auswahl)
- 1958: Hallo, falsch verbunden (Alo? Ați greșit numărul)
- 1961: Ich will nicht heiraten (Nu vreau să mă însor)
- 1967: Der Himmel beginnt im 3. Stock (Cerul începe la etajul III)
- 1968: Die Radfahrer kommen (Vin cicliștii)
- 1970: Heiduckenabenteuer – Der Kopfpreis (Haiducii lui Șaptecai)
- 1974: Der verborgene Berg (Muntele ascuns)
- 1975: Das Elixier der Jugend (Elixirul tinereții)
- 1975: Die Jagd nach der Handschrift (Mușchetarul român)
- 1976: Mihai, der Rotschopf (Roșcovanul)
- 1977: Der kühne Flieger Vlaicu (Aurel Vlaicu)
- 1981: Ich habe eine Idee (Am o idee)